# Fratelli Ruffatti

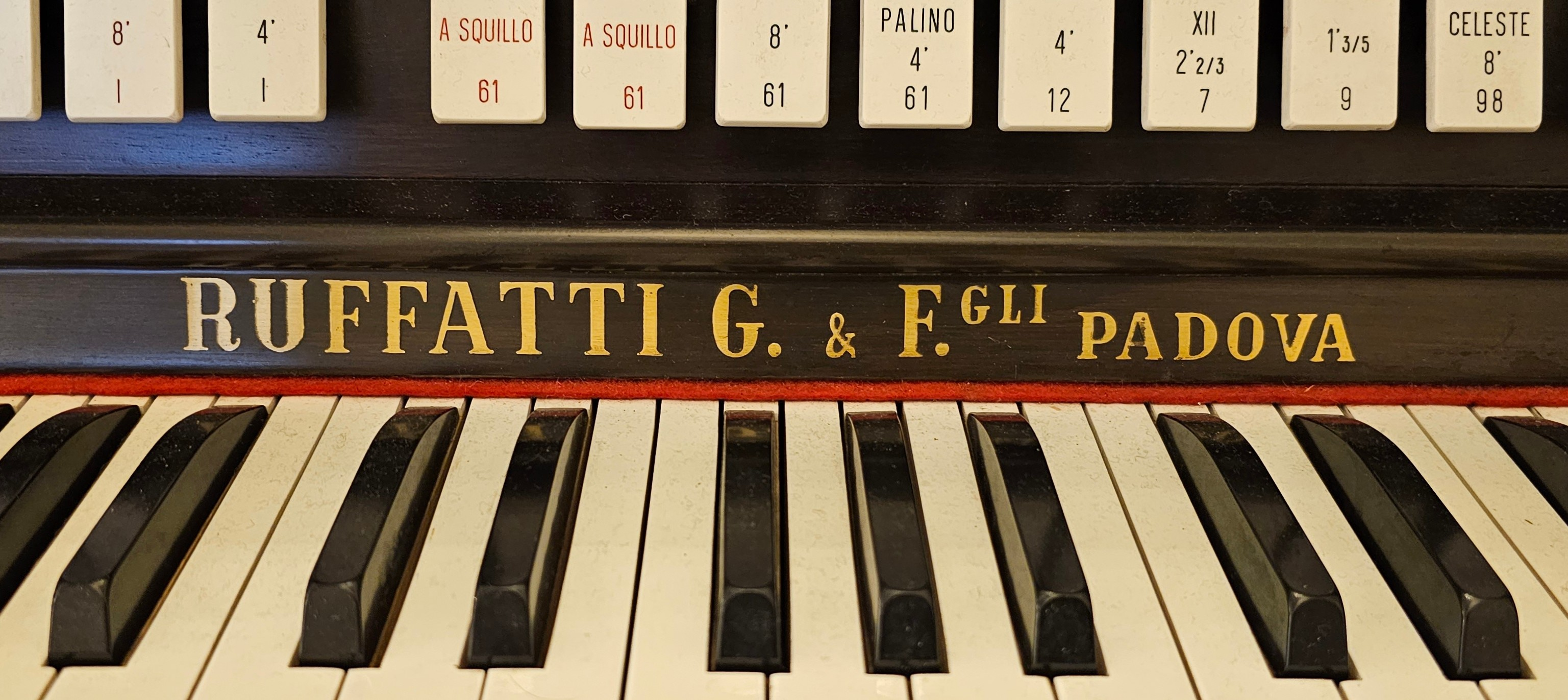
Firmenschild in Acquedolci

Fratelli Ruffatti ist eine Orgelbauwerkstatt mit Sitz in der italienischen Stadt Padua.

## Geschichte
Das Unternehmen Famiglia Artigiana Fratelli Ruffatti (ital.: „Handwerkerfamilie Gebrüder Ruffatti“) wurde 1940 von Alessio, Antonio und Giuseppe Ruffatti in Padua gegründet. In den 1960ern kaufte einer der Brüder, Antonio, den Unternehmensanteil seines Bruders. 1968 wurden Antonio Ruffattis Söhne, Francesco und Piero Ruffatti, teilhabende Partner des Unternehmens. 1992 übergab Antonio Ruffatti die Geschäftsführung an seine Söhne.
Fratelli Ruffatti ist, neben dem Schwerpunkt Nordamerika, weltweit aktiv und hat nach eigenen Angaben in Italien über 500 Instrumente gebaut.

## Werke
| Jahr         | Ort                     | Kirche                                    | Bild | Manuale | Register | Bemerkungen |
| ------------ | ----------------------- | ----------------------------------------- | ---- | ------- | -------- | --- |
| 1952         | Fátima (Italien)        | Basílica de Nossa Senhora do Rosário      |      | V/P     | 90       | dreiteiliger Freipfeifenprospekt                                                                                       |
| 1963         | Rom (Italien)           | Santa Dorotea                             |      | II/P    | 24       | Freipfeifenprospekt, elektrische Traktur                                                                               |
| 1967         | Monreale (Italien)      | Kathedrale von Monreale                   |      | VI/P    | 109      | elektrische Traktur |
| 1971         | San Francisco (USA)     | Cathedral of Saint Mary of the Assumption |      | IV/P    | 70       | elektrische Spiel-/Registertraktur                                                                                     |
| 1973         | Fort Lauderdale (USA)   | Coral Ridge Presbyterian Church           |      | V/P     | 90       | 1989 mit neuem Spieltisch von Rodgers Instruments Corp. ausgestattet, 2004 um 61 digitale Register ergänzt             |
| 1970er Jahre | Acquedolci (Italien)    | San Benedetto il Moro                     |      | II/P    | 16       | → Orgel |
| 1982         | Garden Grove (USA)      | Crystal Cathedral                         |      | V/P     | 200      | → Hazel-Wright-Orgel; Zusammenführung zweier Orgeln von 1962 und 1977.                                                 |
| 2003         | New York City (USA)     | Trinity Church                            |      |         |          | Spieltisch für die digitale Sakralorgel der Firma Marshall & Ogletree                                                  |
| 2014         | Longford (Irland)       | St. Mel’s Cathedral                       |      | III/P   | 39       | |
| 2018         | Buckfastleigh (England) | Buckfast Abbey                            |      | IV/P    | 92       | Doppelorgelanlage, bestehend aus einer größeren Chororgel (66 Register) und einer kleineren Emporenorgel (26 Register) |